# Kazumi Cubota
Kazumi Cubota (japonsko 坪田 和美), japonski nogometaš, * 23. januar 1956.
Za japonsko reprezentanco je odigral 7 uradnih tekem.